# Tears and Smiles
Tears and Smiles er en amerikansk stumfilm fra 1917 af William Bertram.

## Medvirkende
- Marie Osborne som Marie
- Melvin Mayo
- Marion Warner
- Philo McCullough som Mr. Greer
- Katherine MacLaren som Mrs. Greer